# مجال منطقي
المجال المنطقي (بالإنجليزية: Boolean domain)‏ هو مجال في المنطق والرياضيات وعلوم الكمبيوتر النظرية يتكون من عنصرين بالضبط تتضمن تفسيراتهما الصح أو الخطأ. يُكتب المجال المنطقي عادةً على الشكل {0, 1}, أو {\displaystyle \mathbb {B} }.
البنية الجبرية تبني في المجال المنطقي على عنصري القيمة المنطقية الجبريين [الإنجليزية]. الكائنات الأولية والنهائية [الإنجليزية] هي من الفئات المحدودة لشبكة المجال المنطقي.
في علوم الحاسوب، المتغير المنطقي هو متغير يأخذ قيماً في بعض المجالات المنطقية. تحتوي بعض لغات البرمجة على كلمات أو رموز محجوزة لعناصر المجال المنطقي، مثلاً خطأ (بالإنجليزية: false)‏ و صح (بالإنجليزية: true)‏. رغم ذلك فإن العديد من لغات البرمجة لا تحتوي على نوع بيانات منطقي بالمعنى الدقيق للكلمة. في سي++ أو بيسيك، على سبيل المثال يُمثيل الخطأ بالرقم 0 ويتم تمثيل الحقيقة بالرقم 1 أو -1 ويمكن أيضاً أن تأخذ جميع المتغيرات التي يمكن أن تأخذ هذه القيم أي قيم عددية أخرى.

## التعميمات
يمكن استبدال المجال المنطقي {0، 1} بفاصل الوحدة [0,1] في هذه الحالة بدلاً من أخذ القيم 0 أو 1 فقط يمكن افتراض أي قيمة بين 0 و 1 وتضمينها. جبريًا يُستبدل النفي (NOT) بـ {\displaystyle 1-x,} والاقتران (AND) بالضرب ({\displaystyle xy})، ويُعرّف الانفصال (OR) من خلال قانون دي مورجان ليكون {\displaystyle 1-(1-x)(1-y)}.
تفسير هذه القيم باعتبارها قيم منطقية للحقيقة ينتج عنه منطق متعدد القيم [الإنجليزية] والذي يشكل الأساس للمنطق الضبابي والمنطق الاحتمالي [الإنجليزية]. في هذه التفسيرات تُفسر القيمة على أنها «درجة» الحقيقة «إلى أي مدى يكون الاقتراح صحيحاً، أو احتمال أن يكون الافتراض صحيحاً»

### قراءة معمقة
- Steinbach، Bernd [بالألمانية]، المحرر (1 أبريل 2014) [2013-09-25]. Recent Progress in the Boolean Domain (ط. 1). Newcastle upon Tyne, UK: Cambridge Scholars Publishing. ISBN:978-1-4438-5638-6. اطلع عليه بتاريخ 2019-08-04.  (455 pages)  (NB. Contains extended versions of the best manuscripts from the 10th International Workshop on Boolean Problems held at the Technische Universität Bergakademie Freiberg, Germany on 2012-09-19/21.)
- Steinbach، Bernd [بالألمانية]، المحرر (1 مايو 2016). Problems and New Solutions in the Boolean Domain (ط. 1). Newcastle upon Tyne, UK: Cambridge Scholars Publishing. ISBN:978-1-4438-8947-6. اطلع عليه بتاريخ 2019-08-04. (480 pages)  (NB. Contains extended versions of the best manuscripts from the 11th International Workshop on Boolean Problems held at the Technische Universität Bergakademie Freiberg, Germany on 2014-09-17/19.)
- Steinbach، Bernd [بالألمانية]، المحرر (1 يناير 2018). Further Improvements in the Boolean Domain (ط. 1). Newcastle upon Tyne, UK: Cambridge Scholars Publishing. ISBN:978-1-5275-0371-7. اطلع عليه بتاريخ 2019-08-04.  نسخة محفوظة 4 أغسطس 2019 على موقع واي باك مشين. (536 pages)  (NB. Contains extended versions of the best manuscripts from the 12th International Workshop on Boolean Problems held at the Technische Universität Bergakademie Freiberg, Germany on 2016-09-22/23.)
- Drechsler، Rolf؛ Soeken، Mathias، المحررون (2020) [March 2019].  كتب في Bremen, Germany. Advanced Boolean Techniques - Selected Papers from the 13th International Workshop on Boolean Problems (ط. 1). Cham, Switzerland: Springer Nature Switzerland AG. DOI:10.1007/978-3-030-20323-8. ISBN:978-3-030-20322-1. S2CID:240782759. (vii+265+7 pages) (NB. Contains extended versions of the best manuscripts from the 13th International Workshop on Boolean Problems (IWSBP 2018) held in Bremen, Germany on 2018-09-19/21.)
- Drechsler، Rolf؛ Große، Daniel، المحررون (30 أبريل 2021). Recent Findings in Boolean Techniques - Selected Papers from the 14th International Workshop on Boolean Problems (ط. 1). Springer Nature Switzerland AG. ISBN:978-3-030-68070-1. (204 pages) (NB. Contains extended versions of the best manuscripts from the 14th International Workshop on Boolean Problems (IWSBP 2020) held مرض فيروس كورونا 2019 on 2020-09-24/25.)